# Хонгха
Хонгха або Червона річка (в'єт. Sông Hồng, спрощ.: 元江) — річка на півдні Китаю та півночі В'єтнаму.

## Опис
У Китаї називається Юаньцзя́н (кит. спр. 元江, піньїнь: Yuánjiāng) або Хунхе (кит. трад. 紅河, спр. 红河, піньїнь: Hónghé), у В'єтнамі — в'єт. Sông Hồng, Сонгхонг, раніше називалася в'єт. Hồng Hà, трансліт. 紅河, Хонгха.
Довжина 1183 км, площа басейну близько 158 тис. км². Витрата води в гирлі доходить до 30 тис. м³/с, мінімальна витрата — 700 тис. м³/с. Впадає у море в районі заповідника Суантхуй, утворюючи бухту (естуарій) Балат (в'єт. Cửa Ba Lạt). До впадання в Південнокитайське море утворює адміністративний кордон між провінціями Тхайбінь та Намдінь.

## Притоки
- Ло — ліва
- Да (Чорна) — права

## Господарське значення
Використовуються для зрошення рисових полів. Судноплавна. До Ханоя, розташованого за 175 км від гирла, піднімаються морські судна. Великі міста на річці — Хекоу у Китаї, Єнбай, Лаокай, Ханой у В'єтнамі. На одному з рукавів дельти розташовується морський порт Хайфон.

## Каскад ГЕС
На річці розташовано ГЕС Nánshā, ГЕС Mǎdǔshān.

## Назва
Цікавий факт - в'єтнамською Hồng означає «рожевий», у той час як «червоний» насправді буде Đỏ — річка мала б називатись Рожевою, але історично західна назва була перекладена з китайської, у якій Hóng (紅) означає саме «червоний».